# Oxyde d'indium(III)
L'oxyde d'indium(III) (In2O3) est un composé chimique, un oxyde amphotère d'indium.

## Propriétés physiques

### Structure cristalline
L'oxyde d'indium amorphe est insoluble dans l'eau mais soluble dans les acides, tandis que l'oxyde d'indium cristallin est insoluble dans l'eau et dans les acides. La forme cristalline existe dans deux phases, la phase cubique (type bixbyite) et la phase rhomboédrique (type corindon). Les deux phases ont une largeur de bande interdite d'environ 3 eV,. Les paramètres de la phase cubique sont listés dans l'infobox. La phase rhomboédrique est formée à des températures et pressions élevées ou lorsque des méthodes de croissance hors équilibre sont utilisées. Elle a un groupe d'espace R3c No. 167, un symbole de Pearson hR30, a = 0,548 7 nm, b = 0,548 7 nm, c = 0,578 18 nm, Z = 6 et une densité calculée de 7,31 g/cm3.

### Conductivité et magnétisme
Les films minces d'oxyde d'indium dopé au chrome (In2−xCrxO3) sont un semi-conducteur magnétique (en) présentant du ferromagnétisme à haute température, une structure cristalline mono-phasée et un comportement semi-conducteur avec une forte concentration de porteurs de charge. Il a des applications potentielles en spintronique comme matériau pour les injecteurs de spin.
Des films minces polycristallins d'oxyde d'indium dopé au Zn sont fortement conducteurs (conductivité ~105 S/m) et même supraconducteurs à la température de l'hélium liquide. La température de transition supraconductrice Tc dépend du dopage et de la structure du film et est inférieure à 3,3 K.

## Synthèse
Des échantillons massifs peuvent être préparés en chauffant l'hydroxyde d'indium(III) ou le nitrate, le carbonate ou le sulfate.
Des films minces d'oxyde d'indium peuvent être préparés par pulvérisation d'une cible d'indium dans une atmosphère d'argon/oxygène. Ils peuvent être utilisés comme barrières de diffusion ("barrières métalliques") dans les semi-conducteurs, pour inhiber la diffusion entre l'aluminium et le silicium.
Des nanofils monocristallins ont été synthétisés à partir de d'oxyde d'indium par ablation laser, permettant un contrôle précis du diamètre jusqu'à 10 nm. Des transistors à effet de champ ont été fabriqués avec ceux-ci. Les nanofils d'oxyde d'indium peuvent servir comme capteurs de protéine redox sensibles et spécifiques. Le procédé sol-gel est une autre technique pour préparer les nanofils.
L'oxyde d'indium peut servir comme matériau semi-conducteur, formant des hétérojonctions avec le p-InP, le n-GaAs, le n-Si et d'autres matériaux. Une couche d'oxyde d'indium peut être déposée sur un substrat en silicium à partir d'une solution de trichlorure d'indium, une méthode utile pour la fabrication de cellules solaires.

## Réactions
Lorsqu'il est chauffé à 700 °C, l'oxyde d'indium(III) forme In2O, (appelé oxyde d'indium(I) ou suboxyde d'indium), à 2 000 °C il se décompose.
Il est soluble dans les acides mais pas dans les alcalins.
Avec l'ammoniac à haute température, du nitrure d'indium se forme .
In2O3 + 2 NH3 → 2 InN + 3 H2O
Avec K2O et l'indium métal le composé K5InO4 contenant les ions tétraédriques InO45− a été obtenu.
En réagissant avec une famille de trioxydes de métal, il produit des pérovskites, par exemple :
In2O3 + Cr2O3 → 2 InCrO3

## Applications
L'oxyde d'indium est utilisé dans certains types de batteries, des réflecteurs infrarouge en couche mince transparents à la lumière visible (miroirs chauds), certains revêtements optiques et certains revêtements antistatiques. Combiné avec le dioxyde d'étain, l'oxyde d'indium forme l'oxyde d'indium-étain (appelé également oxyde d'indium dopé à l'étain ou ITO), un matériau utilisé pour faire des revêtements transparents conducteurs.
Dans le domaine des semi-conducteurs, l'oxyde d'indium peut être utilisé comme un semi-conducteur de type n employé comme élément résistif dans les circuits intégrés.
En histologie, l'oxyde d'indium est utilisé comme constituant de certaines formulations de colorants.